# Гриболев, Пётр Филиппович
Пётр Фили́ппович Гри́болев (18 августа 1920 — 1 марта 1998) — советский офицер, участник Великой Отечественной войны, Герой Советского Союза. Мастер танкового боя, за войну его личный счёт составил 20 единиц бронетехники противника (из которых — 14 танков и 6 самоходных орудий), а также 1 бронепоезд.

## Биография
Родился 18 августа 1920 года в деревне Шульги (ныне Невельского района Псковской области) в семье крестьянина. Русский. В пятилетнем возрасте вместе с родителями переехал в Сибирь. Гриболевы поселились в деревне Верхний Танай (ныне Дзержинского района Красноярского края). В 1937 году закончил Дзержинскую среднюю школу, позднее — железнодорожный техникум в городе Боготол Красноярского края.
В 1940 году добровольцем ушёл в РККА. В выборе военной карьеры П. Ф. Гриболева решающую роль сыграл пример родственника И. Р. Лазарева, героя боёв у озера Хасан в 1938 году.
По собственной просьбе направлен в Балашовское пехотное училище, которое позднее было преобразовано в танковое и переведено в Сызрань.
В училище курсанта П. Ф. Гриболева и настигла Великая Отечественная война. Окончив его в 1942 году, был назначен на должность командира взвода в 67-й гвардейский танковый полк 19-й гвардейской механизированной бригады 8-го гвардейского механизированного корпуса 1-й гвардейской танковой армии на Воронежский фронт.
В боях Великой Отечественной войны с марта 1943 года. Член ВКП(б)/КПСС с 1943 года.
В ходе Курской битвы на Белгородско-Курском направлении 67-гвардейский танковый полк стоял во второй полосе обороны. В ночь на 6 июля полк занял свои позиции, танки были зарыты в землю по башни. Бои на этом участке фронта продолжались с 5 по 9 июля. 9 июля противник попытался прорвать оборону и выйти к Обояни, в течение всего дня немецкие войска атаковали позиции танкистов. В этих боях экипаж лейтенанта П. Ф. Гриболева уничтожил семь танков и самоходных орудий противника. За мужество и отвагу был награждён орденом Отечественной войны I степени.
В декабре 1943 года командир танкового взвода гвардии лейтенант П. Ф. Гриболев отличился в Житомирско-Бердичевской наступательной операции войск 1-го Украинского фронта. Командир полка подполковник Гусев поставил П. Ф. Гриболеву боевую задачу:

Вот эта точка — небольшой город Казатин, но крупный железнодорожный узел. От него идут линии на Киев, Жмеринку, Шепетовку, Умань. Сегодня к ночи нужно прорваться на 80 километров в тыл противника, взять город, парализовать работу станции. Это очень важно. Через неё немцы снабжают свою армию оружием и продовольствием. Мы должны закупорить эту отдушину. Твоему взводу идти первым, за ним вся танковая рота. Времени терять нельзя. Сегодня же вперёд.

28 декабря 1943 года, заменив выбывшего из строя командира роты, принял командование подразделением в бою за город Казатин Винницкой области. Прорвавшись в тыл врага, танковая рота ворвалась в город и, не потеряв ни одной боевой машины, захватила город и станцию, удерживая их до подхода основных сил. Танкисты уничтожили большое количество военной техники и живой силы противника, подбили бронепоезд, а также захватили несколько складов. Только экипаж П. Ф. Гриболева уничтожил 4 танка, 5 самоходных орудий, 3 тяжёлых орудия, раздавил 250 автомашин и уничтожил до 150 солдат и офицеров противника.

Все улицы города были заполнены тысячами воинских грузовиков. Круша огнём и гусеницами технику противника, танкисты легко расправлялись со всеми попытками обезумевших гитлеровцев оказать сопротивление. Не переводя дыхания, рванули к станции. Разведка доложила, что там с минуты на минуту должен был проследовать бронепоезд. «По гитлеровскому бронепоезду — огонь!» Поезд остановили и превратили в раненое, исходящее паром чудовище. Для гарантии спереди и сзади состава разобрали по нескольку десятков метров железнодорожного полотна.

К концу дня стрелковые части и 67-й танковый полк вошли в Казатин. Эта операция стала одной из важнейших для окончательного освобождения городов Житомира и Бердичева. Гвардии лейтенант П. Ф. Гриболев и механик-водитель его танка гвардии старшина М. И. Бушилов были представлены к званию Героя Советского Союза, а остальные участники боя — к награждению орденами и медалями.
Указом Президиума Верховного Совета СССР «О присвоении звания Героя Советского Союза генералам, офицерскому, сержантскому и рядовому составу Красной Армии» от 10 января 1944 года за «образцовое выполнение боевых заданий командования на фронте борьбы с немецко-фашистскими захватчиками и проявленные при этом отвагу и геройство» был удостоен звания Героя Советского Союза с вручением ордена Ленина и медали «Золотая Звезда» (№ 2074). В канун 23 февраля 1944 года награду П. Ф. Гриболеву на торжественном построении вручал лично командующий армией М. Е. Катуков.
Всего на счету экипажа П. Ф. Гриболева за годы войны — 14 уничтоженных танков, 6 самоходных орудий, 1 бронепоезд и большое количество автомашин противника.
После войны в 1946 году П. Ф. Гриболев окончил два курса Военной академии бронетанковых и механизированных войск и был направлен в Забайкальский военный округ. В 1948 году его местом службы стала Германия. С 1950 года направлен в город Бердичев Прикарпатского военного округа.
В 1958 году подполковник П. Ф. Гриболев был уволен в запас и переехал в Красноярск, где в течение 17 лет работал заместителем директора Красноярского шёлкового комбината. Затем был председателем городского комитета ДОСААФ.
Умер 1 марта 1998 года в Красноярске.

## Награды
- Медаль «Золотая Звезда» № 2074 Героя Советского Союза (10 января 1944);
- орден Ленина (10 января 1944);
- орден Трудового Красного Знамени;
- два ордена Отечественной войны I степени;
- два ордена Красной Звезды;
- медали.

## Память
Почётный гражданин города Казатин. В сентябре 1999 года его имя было присвоено детскому дому-школе № 59 города Красноярска. Там же создан музей памяти П. Ф. Гриболева, а в 2000 году на здании школы установлена мемориальная доска.

## Оценки и мнения
По воспоминаниям матери Анны Антоновны:

Рос он любимым сыном в семье, рос крепким, задорным мальчиком, всегда окружённый товарищами, вожак среди них, увлекающийся спортом, военными играми. В 10 лет он где-то достал противогаз, лыжи, деревянные ружья и наганы и организовал военный отряд из малышей-сверстников. В 13 лет он получил от отца настоящее ружьё и стал заядлым охотником. Уйдёт на лыжах в лес, бродит там до поздней ночи, дома беспокоятся: не замерз ли, не разорвали ли его волки, а он сияющий, весёлый, с раскрасневшимся от мороза лицом
вбегает в дом и в руках неизменная добыча: или куропатка или заяц.
Любимые предметы Петра в школе — химия и физика. Дом полон двигателями, машинами, самодельными колбами и ретортами. Его особенно увлекали опыты по физике.

По рассказам П. Ф. Гриболева:

Один из моих родственников Иван Родионович Лазарев, также живший в Верхнем Танае, являлся военным. Кстати, за бои у озера Хасан в 1938 году он был удостоен звания Героя Советского Союза. Выбирая военную карьеру, я хотел быть похожим на него.

Из письма П. Ф. Гриболева матери:

Милая мама, нашего отца не стало! Это — большое горе, но живые должны заменить тех, кто пал. Я буду бить фашистских гадов и за себя и за отца — за двоих.

Из письма П. Ф. Гриболеву:

Уважаемый Пётр Филиппович! Мы, комсомольцы одной из частей Краснознамённого Тихоокеанского флота, готовим сейчас молодёжный диспут на тему «Готов ли ты к подвигу?» На нём будем говорить о том, как стать настоящим защитником Родины, чтобы походить на тех, кто отдал свою жизнь во имя спасения Отечества. Мы восхищены Вашим мужеством и стойкостью в борьбе с фашистскими захватчиками и обращаемся к Вам с просьбой: если у Вас есть время, то ответьте нам и опишите Ваш боевой путь и боевой путь Ваших товарищей. Это очень, очень нужно нам.

## Семья
Отец Филипп Родионович погиб на фронте в 1942 году. Мать — Анна Антоновна.
Сын — Александр Петрович, капитан, сотрудник УКГБ СССР по Красноярскому краю. Погиб 25 октября 1981 года в Афганистане, посмертно награждён орденом Красной Звезды. Его памяти посвящён ежегодный турнир по стрельбе из табельного оружия среди сотрудников УФСБ России по Красноярскому краю.
Дочь — Галина Петровна Гриболева, заведует музеем памяти П. Ф. Гриболева в детском доме-школе № 59 города Красноярска.